# Liste der Baudenkmäler in Emsdetten
Die Liste der Baudenkmäler in Emsdetten enthält die denkmalgeschützten Bauwerke auf dem Gebiet der Stadt Emsdetten im Kreis Steinfurt in Nordrhein-Westfalen (Stand: September 2011). Diese Baudenkmäler sind in der Denkmalliste der Stadt Emsdetten eingetragen; Grundlage für die Aufnahme ist das Denkmalschutzgesetz Nordrhein-Westfalen (DSchG NRW).

| Bild                                                                                    | Bezeichnung                                                                             | Lage                                                | Beschreibung | Bauzeit                                                | Eingetragen seit | Denkmal- nummer |
| --------------------------------------------------------------------------------------- | --------------------------------------------------------------------------------------- | --------------------------------------------------- | ------------ | ------------------------------------------------------ | ---------------- | --------------- |
| weitere Bilder                                                                          | St.-Pankratius-Kirche                                                                   | Kirchstraße 4 Karte                                 |              | 1845–1848, 1900 Chor, 1905 Turm                        |                  | 1 Wikidata      |
| weitere Bilder                                                                          | St.-Servatius-Kirche                                                                    | Dorfstraße 12 Karte                                 |              | 1860–1862                                              |                  | 2               |
| weitere Bilder                                                                          | Gustav-Adolf-Kirche und Gemeindehaus                                                    | Kirchstraße 39 Karte                                |              | 1912                                                   |                  | 3               |
| weitere Bilder                                                                          | Villa Schaub                                                                            | Sandufer 5 Karte                                    |              | 1905                                                   |                  | 4               |
| Villa                                                                                   | Villa                                                                                   | Bahnhofstraße 10 Karte                              |              | um 1900                                                |                  | 5               |
| Geschäftshaus                                                                           | Geschäftshaus                                                                           | Emsstraße 34 Karte                                  |              | 1920er Jahre                                           |                  | 6               |
| Villa                                                                                   | Villa                                                                                   | Kirchstraße 38 Karte                                |              | Ende des 19. Jahrhunderts                              |                  | 7               |
| Villa Schilgen („Gänseliesel-Villa“)                                                    | Villa Schilgen („Gänseliesel-Villa“)                                                    | Wilhelmstraße 43, früher Kirchstraße 43 Karte       |              | Anfang des 20. Jahrhunderts                            |                  | 8               |
| Villa („Schneewittchenburg“)                                                            | Villa („Schneewittchenburg“)                                                            | Münsterstraße 6 Karte                               |              | 1897                                                   |                  | 9               |
| BW                                                                                      | Villa                                                                                   | Münsterstraße 8 Karte                               |              | um 1895                                                |                  | 10              |
| Villa Heüveldop                                                                         | Villa Heüveldop                                                                         | Lindenstraße 6 Karte                                |              | 1930er Jahre                                           |                  | 11              |
| BW                                                                                      | Villa Hagedorn                                                                          | Rheiner Straße 29 Karte                             |              | um 1910                                                |                  | 12              |
| BW                                                                                      | Kolpinghaus                                                                             | Kolpingstraße 36 Karte                              |              | 1908                                                   |                  | 13              |
| Villa Heüveldop                                                                         | Villa Heüveldop                                                                         | Kirchstraße 29 Karte                                |              | um 1890                                                |                  | 14              |
| Villa Hecking                                                                           | Villa Hecking                                                                           | Kirchstraße 40 Karte                                |              | 1887, Erweiterung 1903                                 |                  | 15              |
| Wohnhaus mit Arztpraxis                                                                 | Wohnhaus mit Arztpraxis                                                                 | Wilhelmstraße 25 Karte                              |              | 1911                                                   |                  | 16              |
| Wilhelmschule                                                                           | Wilhelmschule                                                                           | Wilhelmstraße 12 Karte                              |              | 1902, 1904, 1912                                       |                  | 17              |
| Gaststätte „Lintels Kotten“                                                             | Gaststätte „Lintels Kotten“                                                             | Hollingen 18 Karte                                  |              | 2. Hälfte des 19. Jahrhunderts                         |                  | 18              |
| Hof Deitmar (Wohnhaus, Nebengebäude, Speicher)                                          | Hof Deitmar (Wohnhaus, Nebengebäude, Speicher)                                          | Mühlenstraße 26 Karte                               |              | Wohnhaus 1912, Speicher 1550                           |                  | 19              |
| weitere Bilder                                                                          | Kath. Pfarrkirche Herz Jesu                                                             | Karlstraße 25/27 Karte                              |              | 1922/1924 und 1934/1935                                |                  | 20              |
| Schafstall in Hembergen                                                                 | Schafstall in Hembergen                                                                 | Saerbecker Weg 35 Karte                             |              | 1781                                                   |                  | 21              |
| BW                                                                                      | Statue der St. Maria Immaculata                                                         | Nordwalder Straße 66 Karte                          |              | 1790                                                   |                  | 22              |
| BW                                                                                      | Bildstock (Pietà / Kreuzigung)                                                          | Austum 1 Karte                                      |              | 1739, erneuert 1952                                    |                  | 23              |
| BW                                                                                      | Bildstock (Madonna)                                                                     | Feld 39 Karte                                       |              | 1916                                                   |                  | 24              |
| Bildstock (Kreuzigung / Grablegung)                                                     | Bildstock (Kreuzigung / Grablegung)                                                     |                                                     |              | 1739 Diekstraße 2                                      |                  | 25              |
| BW                                                                                      | Bildstock (Pietà / Kreuzigung)                                                          | Lindenstraße, gegenüber Diekstraße 80 Karte         |              | 1770                                                   |                  | 26              |
| BW                                                                                      | Bildstock (Heilige Familie)                                                             | Veltrup 13 Karte                                    |              | 1935                                                   |                  | 27              |
| BW                                                                                      | Krankenhauskapelle und -fassade                                                         | Marienstraße 45 Karte                               |              | 1870, Erweiterung 1910                                 |                  | 28              |
| BW                                                                                      | Bildstock (Heilige Familie)                                                             | Mühlenweg 3 Karte                                   |              | 1925                                                   |                  | 29              |
| BW                                                                                      | Heiligenhäuschen (Herz Jesu)                                                            | Isendorf 67 (gegenüber) Karte                       |              | 1921                                                   |                  | 30              |
| Villa                                                                                   | Villa                                                                                   | Bahnhofstraße 2 Karte                               |              | 1885                                                   |                  | 31              |
| Wohn- und Geschäftshaus („Haus Holländer“)                                              | Wohn- und Geschäftshaus („Haus Holländer“)                                              | Kirchstraße 12 Karte                                |              | 1920er Jahre                                           |                  | 32              |
| BW                                                                                      | ehemaliges Postamt                                                                      | Frauenstraße 1 Karte                                |              | 1899                                                   |                  | 33              |
| BW                                                                                      | Kriegergedächtniskapelle mit thronender Madonna                                         | Amtmann-Schipper-Straße / Westumer Landstraße Karte |              | 1925                                                   |                  | 34              |
| Wohn- und Geschäftshaus                                                                 | Wohn- und Geschäftshaus                                                                 | Rheiner Straße 2 Karte                              |              | um 1900                                                |                  | 35              |
| BW                                                                                      | Kriegergedächtniskapelle mit innenstehender Pietà                                       | Dornenkamp / Föhrendamm Karte                       |              | 1910–1920                                              |                  | 36              |
| Wohnhaus und Gaststätte                                                                 | Wohnhaus und Gaststätte                                                                 | Kirchstraße 27 Karte                                |              | 1725, zur Straße versetzt 1825                         |                  | 37              |
| BW                                                                                      | Hofhaus, Schafstall und Einfriedungsmauer                                               | Veltrup 1 Karte                                     |              | Hofhaus 1635, Umbau 1858                               |                  | 38              |
| BW                                                                                      | Heiligenhäuschen (Herz Jesu)                                                            | Reckenfelder Straße / Dornenkamp Karte              |              | 1920–1921                                              |                  | 39              |
| Hofkapelle mit Kruzifix                                                                 | Hofkapelle mit Kruzifix                                                                 | Isendorf 1 (gegenüber) Karte                        |              | vor 1870                                               |                  | 40              |
| BW                                                                                      | Wegekreuz                                                                               | Nordwalder Straße / Am Hain Karte                   |              | 1877                                                   |                  | 41              |
| BW                                                                                      | Hochkreuz                                                                               | Im Hagenkamp / Nordring Karte                       |              | 1882                                                   |                  | 42              |
| BW                                                                                      | Wohnhaus                                                                                | Nordwalder Straße 15 Karte                          |              | 1920er Jahre                                           |                  | 43              |
| Kriegerehrenmal                                                                         | Kriegerehrenmal                                                                         | Dorfstraße 12 Karte                                 |              | 1920er Jahre                                           |                  | 44              |
| Hochkreuz                                                                               | Hochkreuz                                                                               | Dorfstraße 12 Karte                                 |              | 1874                                                   |                  | 45              |
| BW                                                                                      | Villa                                                                                   | Münsterstraße 7 Karte                               |              | 1930er Jahre                                           |                  | 46              |
| Schulgebäude in Hembergen                                                               | Schulgebäude in Hembergen                                                               | Dorfstraße 8 Karte                                  |              | 1906–1908                                              |                  | 47              |
| BW                                                                                      | Hofkreuz                                                                                | Isendorf 87 Karte                                   |              | um 1890                                                |                  | 48              |
| Wohnhaus und Einfriedung                                                                | Wohnhaus und Einfriedung                                                                | Lindenstraße 8 Karte                                |              | 1930er Jahre                                           |                  | 49              |
| Ehemalige Wassermühle                                                                   | Ehemalige Wassermühle                                                                   | Bachstraße 2 Karte                                  |              | 18. Jahrhundert, Dampfmühle 2. Hälfte 19. Jahrhunderts |                  | 50              |
| BW                                                                                      | Villa                                                                                   | Münsterstraße 11 Karte                              |              | Ende des 19. Jahrhunderts                              |                  | 51              |
| Ehemalige Sparkasse des Amtes Emsdetten                                                 | Ehemalige Sparkasse des Amtes Emsdetten                                                 | Karlstraße 8 Karte                                  |              | 1919                                                   |                  | 52              |
| Fassade des ehemaligen Bürogebäudes der Firma Stroetmann                                | Fassade des ehemaligen Bürogebäudes der Firma Stroetmann                                | Friedrichstraße 2 Karte                             |              | 1902/1904 bzw. 1936/1937                               |                  | 53              |
|                                                                                         | Kriegerehrenmal der Isendorf-Veltruper Schützengesellschaft 1954                        |                                                     |              | Veltrup 17 (gegenüber)                                 |                  | 54              |
| BW                                                                                      | Wohn- und Geschäftshaus                                                                 | Rheiner Straße 49 Karte                             |              | Ende des 19. Jahrhunderts                              |                  | 55              |
| BW                                                                                      | Bildstock (St. Mariae Himmelfahrt)                                                      | Marienstraße / Bachstraße Karte                     |              | 1748                                                   |                  | 56              |
| Bauernhaus mit Nebengebäude und Einfriedung                                             | Bauernhaus mit Nebengebäude und Einfriedung                                             | Sandhügel 31 Karte                                  |              | 1. Hälfte des 19. Jahrhunderts                         |                  | 57              |
|                                                                                         |                                                                                         |                                                     |              |                                                        |                  | 58              |
|                                                                                         |                                                                                         |                                                     |              |                                                        |                  | 59              |
| BW                                                                                      | Eiskeller                                                                               | Nordring 3 / Hansestraße 10 a Karte                 |              | 1872                                                   |                  | 60              |
| Wasserturm                                                                              | Wasserturm                                                                              | Grevener Damm 150 Karte                             |              | 1932                                                   |                  | 61              |
| Statue der St. Maria Immaculata                                                         | Statue der St. Maria Immaculata                                                         | Mühlenstraße 26 (Hof Deitmar) Karte                 |              | 1907                                                   |                  | 62              |
| Kesselhaus, Schornstein, Maschinenhaus und Wasserturm der ehemaligen Weberei Stroetmann | Kesselhaus, Schornstein, Maschinenhaus und Wasserturm der ehemaligen Weberei Stroetmann | Friedrichstraße 3 Karte                             |              | Kessel- und Maschinenhaus 1922, Wasserturm 1926        |                  | 63              |